# نوب خسبد
نوب خسبد أو نوبخسبد أو نوب خسدب، هي ملكة مصرية قديمة غير حاكمة أو زوجة ملك عاشت خلال عهد الأسرة العشرين، وهي زوجة الملك رعمسيس السادس، وأم الملك رعمسيس السابع وزوجة آمون إست والأميرين أمونحرخبشف وبانبنكميت.

## آثار ذكرت عليها
جاء ذكرها في مقبرة ابنها أمونحرخبشف رقم KV13 في وادي الملوك، وعلى لوحة ابنتها إست المعثور عليها في قفط.

## ألقابها
- زوجة الملك العظمى وحبيبته.
- ربة الأرضين.[3]